# جائزة فرنسا الكبرى للدراجات النارية 2001
جائزة فرنسا الكبرى للدراجات النارية 2001 هو سباق دراجات نارية أقيم بتاريخ 20 مايو 2001 في حلبة دي لا سارث. كان الجولة الرابعة من أصل 16 في سباق الجائزة الكبرى للدراجات النارية موسم 2001. فاز الإيطالي ماكس بياجي بفئة 500 سي سي بينما جاء الإسباني كارلوس تشيكا في المركز الثاني وحصل على المركز الثالث الإيطالي فالنتينو روسي.

## وصلات خارجية
- الموقع الرسمي